# Louis Lorimier
Don Louis Lorimier (mars 1748 - 26 juin 1812) est un explorateur et trappeur canadien-français connu pour être le fondateur de la ville de Cap-Girardeau au Missouri, où il sert en tant que commandant terrestre pour l'Espagne. Il est aussi responsable de la fondation du comté de Cape Girardeau et du comté de Bollinger.
Né dans la paroisse montréalaise de Saint-Étienne, Lorimier a vécu à une époque tumultueuse, lorsque la propriété des terres fut rapidement cédée de l'Espagne à la France, puis de l'Espagne aux États-Unis lors de l'achat de la Louisiane en 1803.
Le comté de Cap Girardeau, est, dans un premier temps, peuplé par un mélange de Canadiens-français et de réfugiés Shawnee qui sont venus avec Lorimier depuis Pickawillany. Lorimier a tissé des liens intimes avec les Français et Shawnee qui l'ont aidé à s'établir dans la région. Son épouse, Charlotte Bougainville, est métisse et elle est peut-être la fille de Louis-Antoine de Bougainville, qui a participé à la guerre de Sept Ans. 
À Pickawillany, Louis Lorimier appuie les Britanniques contre les Américains en menant des raids avec les Shawnees et les Delawares. En conséquence, le général américain George Rogers Clark mène ses propres raids pour exterminer les Indiens. Lorimier préfère partir à l'ouest du Mississippi. Lorsqu'il arrive, les tribus indiennes ont disparu, peut-être en raison des épidémies de petite vérole apportées par les Européens.
Le deuxième comté dans lequel Lorimier joue un rôle crucial est le comté de Bollinger, où il se charge d'accorder des terres à  George Frederick Bollinger, sa famille et vingt autres familles allemandes réformées nord-caroliniennes. D'un point de vue juridique, cela était alors interdit, car l'Espagne avait ordonné que seules les familles catholiques puissent s'installer en Nouvelle-Espagne.
Louis Lorimier, également trappeur, fonda un poste de traite fortifié qui prit, après sa mort en 1812, son nom déformé en Fort Loramie.